# Bois-Grenier
Bois-Grenier település Franciaországban, Nord megyében. Lakosainak száma 1784 fő (2022. január 1.). Bois-Grenier La Chapelle-d’Armentières, Ennetières-en-Weppes, Erquinghem-Lys, Le Maisnil, Fleurbaix és Radinghem-en-Weppes községekkel határos.

## Népesség
A település népességének változása:
| Lakosok száma | 1538 | 1589 | 1625 | 1612 | 1675 | 1739 | 1802 | 1793 | 1784 |
|               | 2013 | 2015 | 2016 | 2017 | 2018 | 2019 | 2020 | 2021 | 2022 |